# Edward Atkinson Hornel

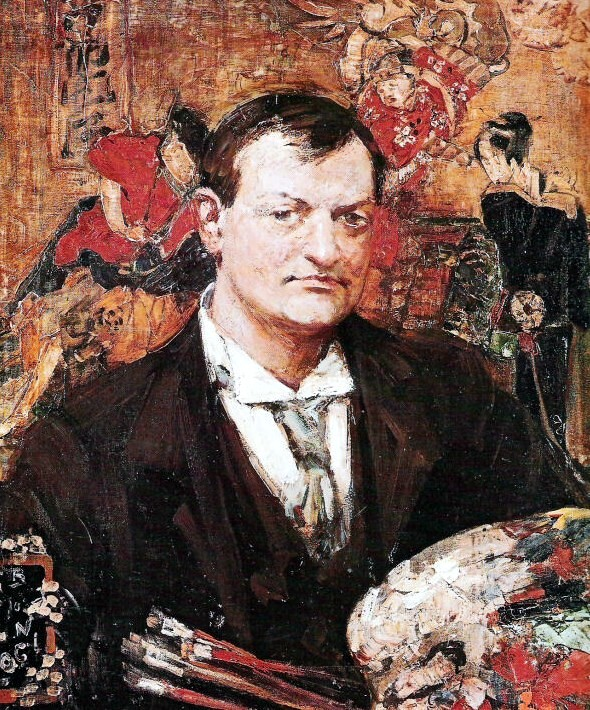
Bessie MacNicol: E.A. Hornel (1896)

Edward Atkinson Hornel (Bacchus Marsh, Victoria, 11 juli 1864 - Kirkcudbright, Dumfries and Galloway, 30 juni 1933) was een Schots kunstschilder. Hij wordt wel gerekend tot het postimpressionisme.

## Leven en werk
Hornel werd in Australië geboren als zoon van Schotse ouders. Kort na zijn geboorte keerde de familie terug naar Kirkcudbright in Schotland, waar hij verder opgroeide. Hornel studeerde kunst aan de Trustees' Academy te Edinburgh en samen met William Stewart MacGeorge vervolgens twee jaar lang te Antwerpen, onder Charles Verlat.
In 1885 keerde Hornel naar Schotland terug en sloot zich samen met zijn vriend George Henry aan bij de Glasgow Boys, een anti-academische kunstenaarsgroepering die grote invloed zou hebben op het artistieke leven in Schotland tussen 1890 en 1910. Henry en Hornel deelden samen een studio in Glasgow en werkten zelfs regelmatig aan elkanders schilderijen, bijvoorbeeld aan het polychrome Druids Bringing in the Mistel. In 1892 kocht de Walker Art Gallery in Liverpool zijn schilderij Summer aan, het eerste werk van de Glasgow Boys dat in een openbaar museum werd tentoongesteld.
Van 1893 tot 1894 verbleven Hornel en Henry in Japan, waar ze onder de indruk raakten van de Japanse prentkunst en veel leerden over decoratieve technieken. Terug in Schotland schilderde Hornel diverse door de Japanse kunst geïnspireerde werken.
Aan het einde van de negentiende eeuw schakelde Hornel over op een veelkleurige mozaïek-achtige schilderstijl, met kenmerken van het post-impressionisme, waarbij hij vaak jonge meisjes portretteert in een krachtige poëtische atmosfeer, vaak te midden bloemen of in het Schotse landschap van Galloway. Ook vandaag de dag is Hornel voornamelijk nog bekend met zijn schilderijen uit deze periode.
In 1901 werd Hornel voorgedragen als lid van de Royal Scottish Academy, maar hij bedankte voor deze eer. In 1907 maakte hij nog een reis naar Ceylon en Australië. Ondertussen verkocht zijn werk uitstekend, hij verdiende goed en kocht het voormalige stadhuis in Kirkcudbright aan, dat hij ombouwde tot studio en waar hij ging wonen en werken, samen met zijn zus Elizabeth. Behalve schilderen bouwde hij er ook een indrukwekkende bibliotheek op met 15000 werken over de omgeving van Dumfries en Galloway, thans als verzameling geregistreerd in de National Trust for Scotland. In 1922 reisde hij nog een keer naar Birma en Japan. Hij overleed in 1933, op bijna 69-jarige leeftijd.
Werk van Hornel is momenteel onder meer te zien in Liverpool (Walker Art Gallery), Londen (Tate Gallery), Aberdeen, Buffalo, St. Louis, Toronto, Montreal, Glasgow, Edinburgh, Leeds, Manchester, Bath en Hull.

## Galerij

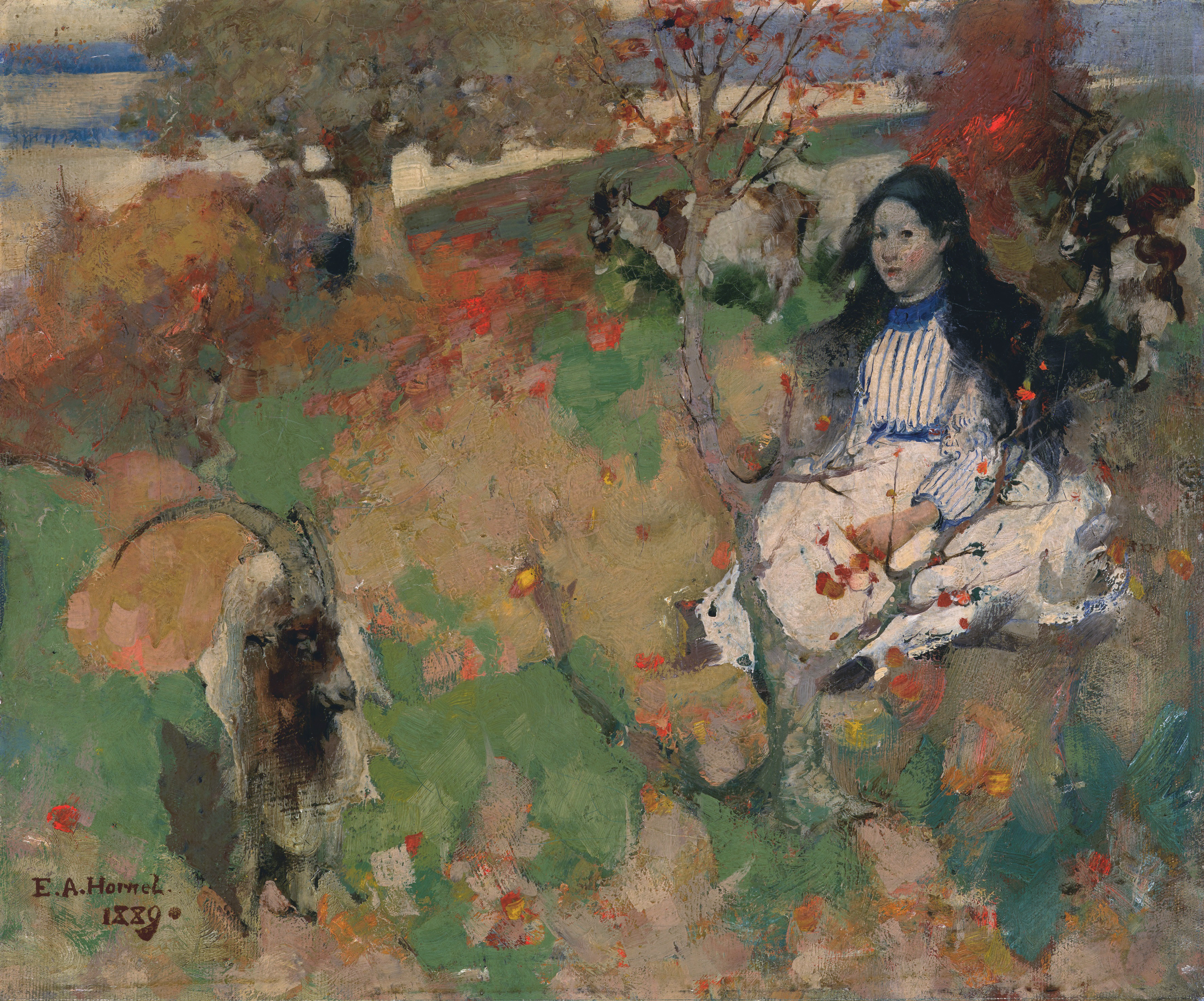
The goatherd, 1889
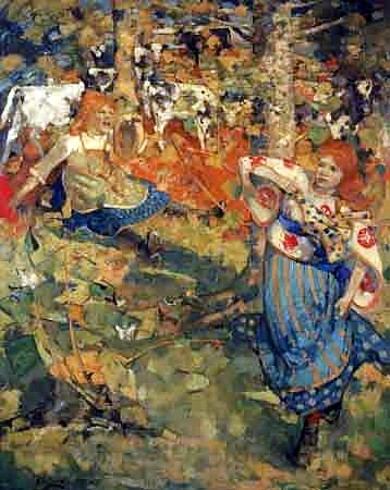
Summer, 1891
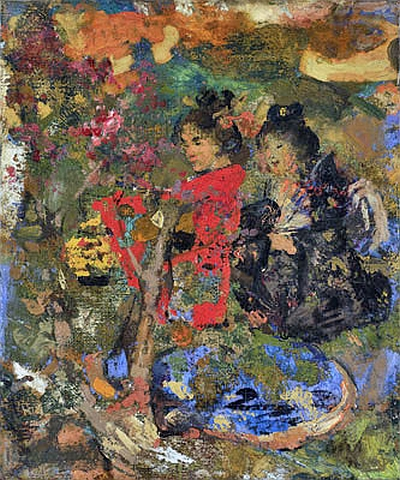
Geishas In A Japanese Garden, 1894
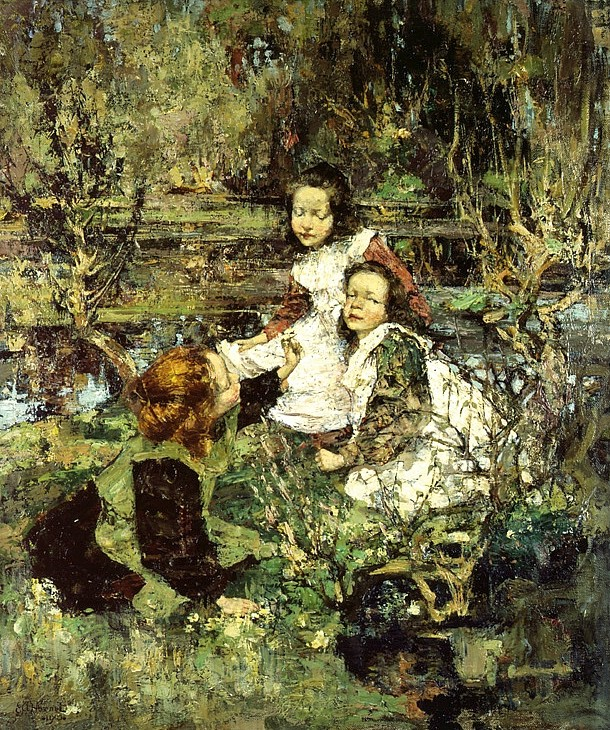
Gathering Primroses, 1901
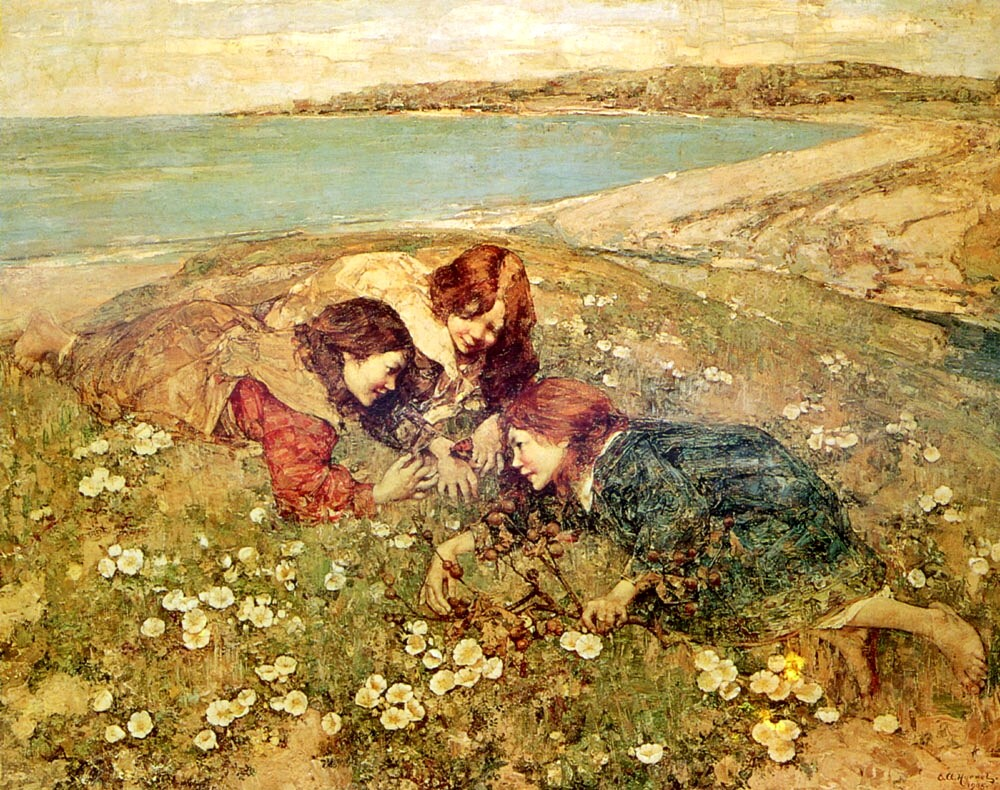
The Captive Butterfly, 1905
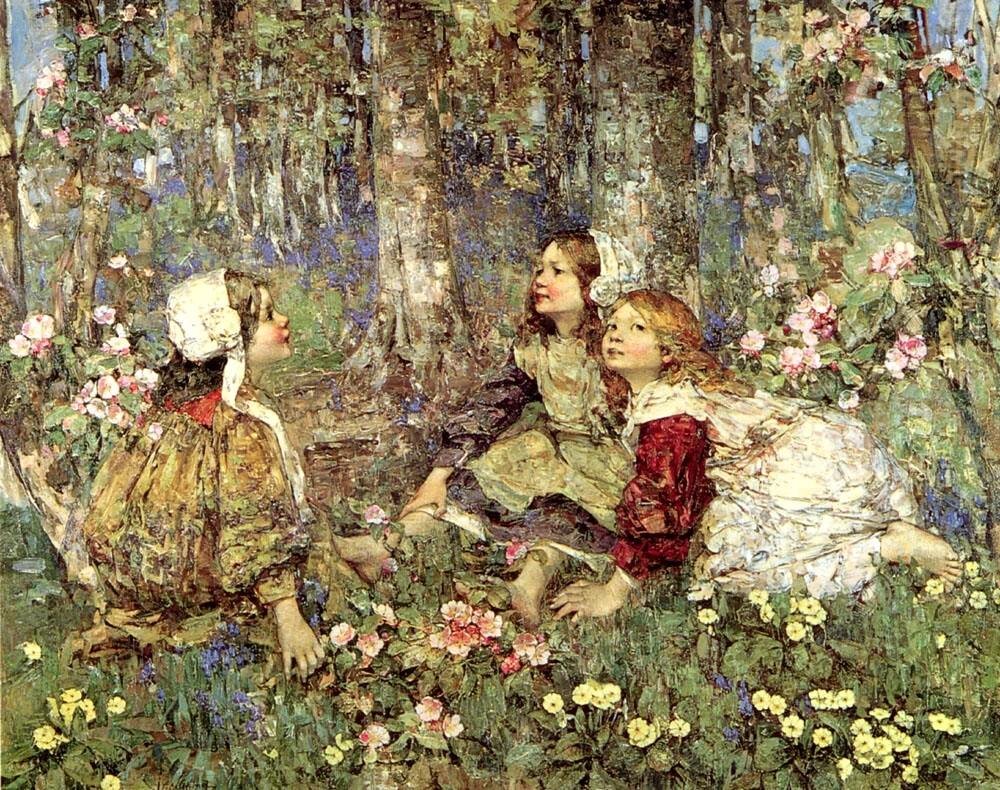
The Music Of The Woods, 1906
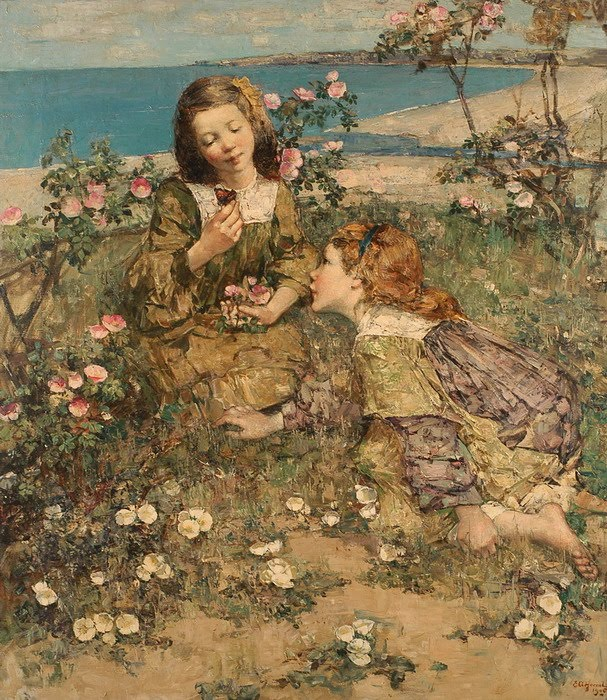
Wonderment, ca.1910
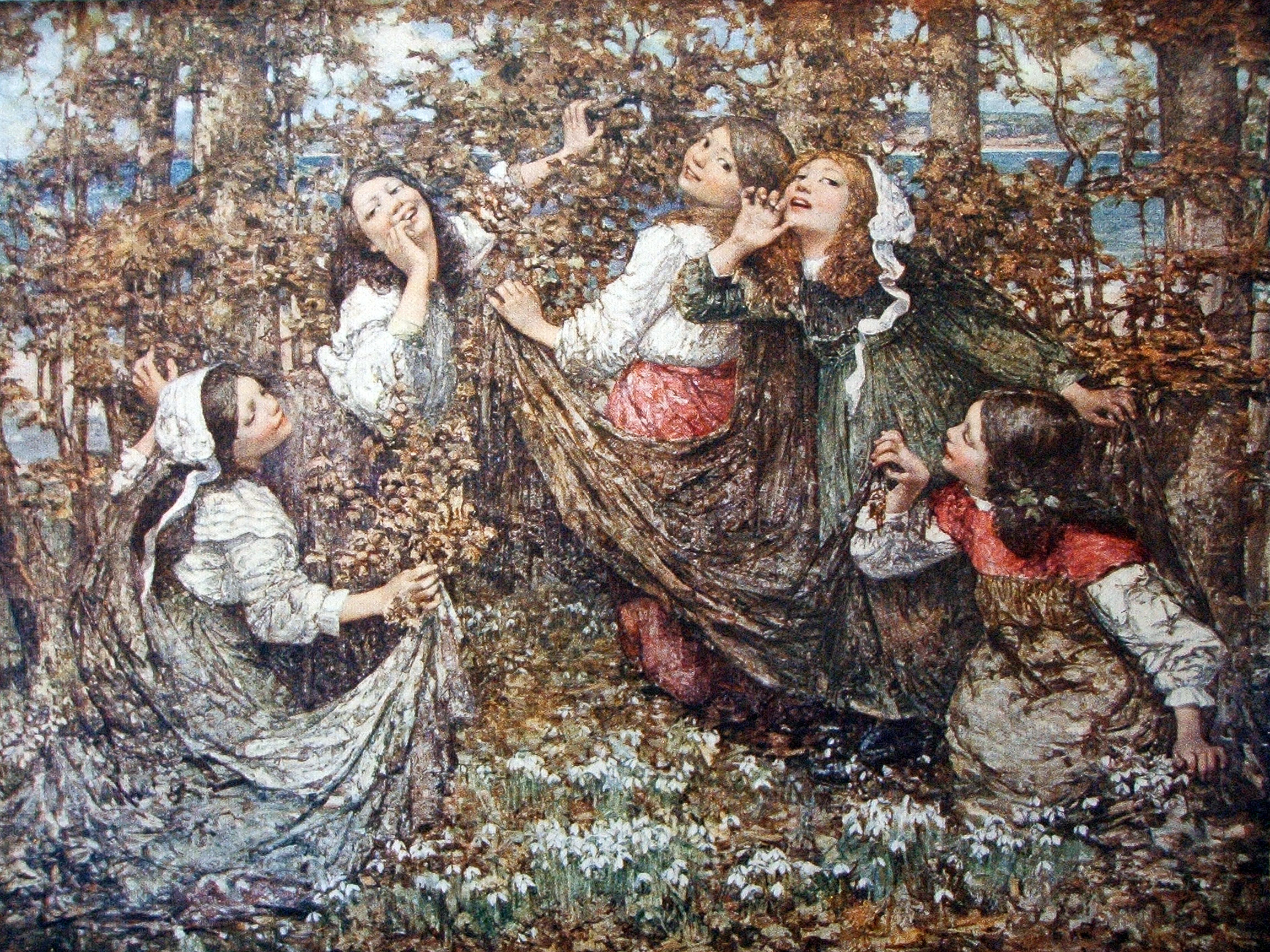
Earths Awakening, 1912
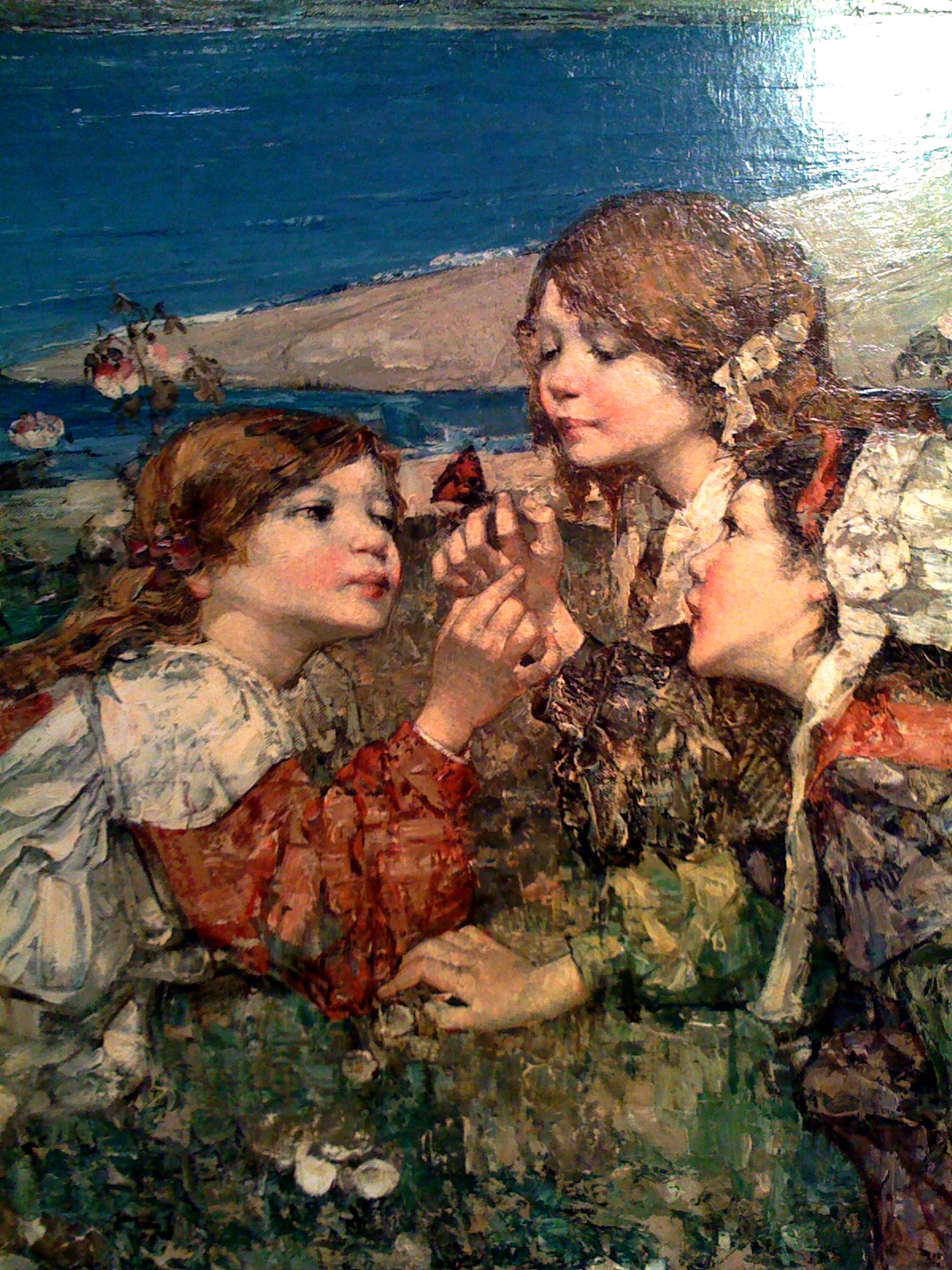
Seashore Roses (detail)
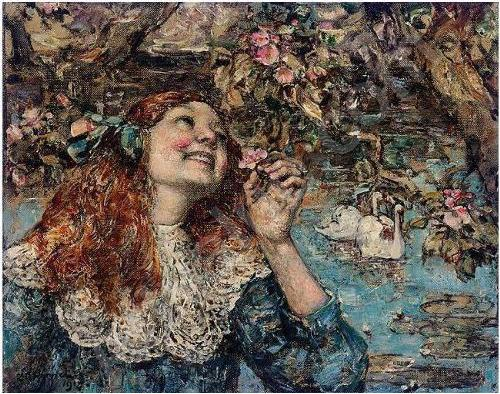
A Young Girl with Swans
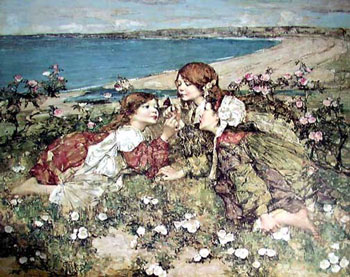
Seashore Roses